# Vítězslava Kaprálová
Vítězslava Kaprálová (24 de enero de 1915-16 de junio de 1940) fue una compositora y directora de orquesta checa.

## Biografía
Vítězslava Kaprálová nació en Brno, Imperio Austrohúngaro (ahora República Checa), hija del compositor Václav Kaprál y la cantante Viktorie Kaprálová. En 1930-1935 estudió composición con Vilém Petrželka y dirección con Zdeněk Chalabala en el Conservatorio de Brno. Continuó su educación musical con Vítězslav Novák (1935-37) y Václav Talich (1935-36) en Praga y con Bohuslav Martinů, Charles Munch (1937-39) y según algunos relatos no verificados, con Nadia Boulanger (1940) en París. En 1937 condujo a la Orquesta Filarmónica Checa y un año más tarde a la Orquesta Sinfónica de la BBC en su composición «Sinfonietta Militar». Su marido fue el escritor checo Jiří Mucha, con quien se casó dos meses antes de su muerte.
A pesar de su muerte prematura, de lo que fue diagnosticado erróneamente como tuberculosis miliar, en Montpellier Francia, a la edad de 25 años, Kaprálová creó una impresionante obra. Su música fue admirada por Rafael Kubelík, quien estrenó su canción orquestal «Waving Farewell» y también dirigió otras tres obras orquestales. Entre los muchos intérpretes de su música de piano estuvo el pianista Rudolf Firkušný, para quien Kaprálová compuso su trabajo de piano más conocido «Dubnová preludia» (Preludios de abril). En 1946, en agradecimiento por su contribución distintiva, la institución académica más importante en el país, la Academia checa de Ciencias y las Artes otorgó membresía póstuma a Kaprálová. Para 1948 este honor había sido otorgado a solo 10 mujeres, de los 648 miembros de la Academia.

## Composiciones
El catálogo de Kaprálová incluye sus muy apreciadas canciones artísticas (art songs) y música para piano solo, un cuarteto de cuerda, un trío para oboe, clarinete y fagot, música para violonchelo, música para violín y piano, una cantata orquestal, dos conciertos para piano, dos suites orquestales, una sinfonietta, y un concertino para clarinete, violín y orquesta. La mayor parte de su música fue publicada a lo largo de su vida y continúa siendo publicada hoy en día por varias casas editoriales, incluyendo Bärenreiter-Verlag. Además, su música ha sido lanzada oficialmente en discos compactos por una variedad de compañías discográficas, incluyendo Koch Récords y Supraphon.

## Selección de obras
- Cinco composiciones de Piano
- Dos Trabajos para Violín y Piano, op. 3
- Dos Canciones, op. 4
- Chispas de Cenizas, op. 5
- Enero, para tenor/soprano, flauta, dos violines, violonchelo y piano
- Sonata Appassionata, para piano, op. 6
- Concierto de piano en D Menor, op. 7
- Cuarteto de cuerda, op. 8
- Tres Piezas de Piano, op. 9
- Manzana del Regazo, op. 10
- Sinfonietta Militar, op. 11
- Para siempre, op. 12
- Preludios de abril, para piano, op. 13
- Waving Farewell, para voz y orquesta/de piano, op. 14
- Trío para Oboe, Clarinete, y Fagot
- Ilena, cantata para soli, coro mixto, orquesta, y reciter, op. 15
- Variaciones sur le carillon de l'église St-Étienne du Mont, para piano, op. 16
- Elegy, para violín y piano
- Suita Rústica, para orquesta, op. 19
- Partita, para piano y orquesta de cuerda, op. 20
- Concertino, para violín, clarinete y orquesta, op. 21
- Cantado a la Distancia, op. 22
- Deux ritournelles Vierte violoncelle et piano, op. 25

## Discografía seleccionada
- Solo de Piano / del piano y Violín: La Música de Vitezslava Kapralova, CD, Koch Records KIC-CD-7742
- Obras Orquestales y de Cámara: Vitezslava Kapralova: Retrato del Compositor, CD, Matous MK 0049-2 011
- Concierto de piano y otros trabajos para teclado: Vitezslava Kapralova, CD, Radioservis CRO577-2
- Canciones de arte: Para siempre Kapralova: Canciones, CD, Supraphon SU3752-2 231
- Cuarteto de cuerda Kapral-Kapralova-Martinu, CD, Radioservis CRO618-2

### Libros
- Derny, Nicolas. Vítězslava Kaprálová: Portrait musical et amoureux. Editions Le Jardin d'Essai, 2015 (en inglés)
- Hartl, Karla and Erik Entwistle, eds. The Kaprálová Companion. A guide to the life and music of Czech composer Vítězslava Kaprálová. 240 pp. Lanham, MD: Lexington Books, 2011. ISBN 978-0-7391-6723-6 (en inglés)

### Artículos
- Blalock, Marta. "Kaprálová's String Quartet, op. 8." Kapralova Society Journal 8, no. 1 (2010): 1-10. (en inglés)
- Cheek, Timothy. "Navždy (Forever) Kaprálová: Reevaluating Czech composer Vítězslava Kaprálová through her thirty songs." Kapralova Society Journal 3, no. 2 (2005): 1-6. (en inglés)
- Cheek, Timothy. "Sad Evening, Great Discovery: Bringing to Light a New Song by Vítězslava Kaprálová" Kapralova Society Journal 12, no. 1 (2014): 1-7. (en inglés)
- Egeling, Stephane. "Kaprálová’s Trio for oboe, clarinet and bassoon." Kapralova Society Journal 9, no. 2 (2011): 5-8. (en inglés)
- Entwistle, Erik. "To je Julietta. Martinů, Kaprálová and Musical Symbolism." Kapralova Society Newsletter 2, no. 2 (2004): 1-15. (en inglés)
- Hartl, Karla. "The Centenary of Vitezslava Kapralova." Kapralova Society Journal 13, no. 1 (2015): 1-5. (en inglés)
- Jandura, Tereza. "Kaprálová’s Jablko s klína, op. 10." Kapralova Society Journal 9, no. 1 (2011): 1-11. (en inglés)
- Kostas, Martin. "An Analysis of Compositional Methods Applied in Kaprálová’s Cantata Ilena, op. 15." Kapralova Society Journal 10, no. 1 (2012): 1–6. (en inglés)
- Latour, Michelle. "Kaprálová’s song Leden." Kapralova Society Journal 9, no. 1 (2011): 1-4. (en inglés)
- Latour, Michelle. "Kaprálová’s Vteřiny, op. 18." Kapralova Society Journal 10, no. 1 (2012): 7–10. (en inglés)
- Paige, Diane M. "Kapralova and the Muses: Understanding the Qualified Composer." Kapralova Society Journal 10, no. 2 (2012): 1–6. (en inglés)
- Vejvarova, Michaela. "Vítězslava Kaprálová's Last Concertino." Czech Music 4 (2001): 6-7. (en inglés)

### Disertaciones y tesis
- Blalock, Marta. Analysis and performance problems of Vítězslava Kaprálová’s String quartet, op. 8 (1935-1936). Dissertation for B.Mus. & M.M., Universidad de Georgia, 2000, 2003. (en inglés)
- Jandura, Tereza. Her Own Voice: The Art Songs of Vitezslava Kapralova. DMA dissertation. Universidad de Arizona, 2009. (en inglés)
- Lytle, Rebecca. An Analysis of Selected Works of Vitezslava Kapralova. Master's thesis, Universidad de Texas, El Paso, 2008. (en inglés)